# Mars Incorporated
Mars Inc. ist ein US-amerikanischer Nahrungsmittelkonzern mit Sitz in McLean (Virginia), der Schokoriegel, Lebensmittel, Getränke, Tierfutter und Pflanzenpflegeprodukte produziert.

## Geschichte
1911 gründeten Frank und Ethel Mars in Tacoma, Washington das Unternehmen. 1923 änderte ihr Sohn Forrest die Rezeptur eines Milchshakes und erfand Milky Way. 1930 folgte Snickers, benannt nach dem Lieblingspferd der Familie, und 1932 entstand durch Forrest Mars der Mars-Schokoriegel. 1941 erfand dieser auch M&M’s, welche anfangs für das Militär entwickelt wurden.
1935 übernahm Mars den britischen Hundefutter-Hersteller Chappi und in den folgenden Jahrzehnten sämtliche bekannte Tierfuttermarken wie Kitekat, Sheba, Whiskas, Frolic, Cesar und Pedigree.
1942 erwarb Mars die Rechte für den einfach zu kochenden Parboiled-Reis. Mit diesem Unternehmen stieg man 1947 mit der Marke Uncle Ben’s in das Reisgeschäft ein.
Bis zum 1. September 2007 firmierten die europäischen Tochtergesellschaften unter dem Namen Masterfoods. Der Bereich für Tiernahrung hieß Effem (nach den Initialen „F. M.“ des Firmengründers). 2007 wurden die Namen der Tochterunternehmen von Mars Incorporated weltweit vereinheitlicht. Am 6. Oktober 2008 übernahm Mars The Wrigley Company für 23 Milliarden Dollar, im Jahre 2012 die Marke Mirácoli vom Nahrungsmittelkonzern Kraft Foods.
Im Februar 2016 startete Mars in 59 Ländern eine Rückrufaktion der Marken Mars und Snickers, nachdem in einem Mars-Produkt Kunststoffteilchen gefunden worden waren.
Im Januar 2017 unterbreitete das Unternehmen ein Übernahmeangebot an den Tierklinikbetreiber VCA Inc. (Veterinary Centres of America). Inklusive Schulden will Mars 9,1 Milliarden US-Dollar (8,6 Milliarden Euro) ausgeben. Das entspricht 93 Dollar je Aktie. Im Juni 2018 erwarb Mars die auf dem europäischen Markt tätige Tierarztkette Anicura und baut damit das Geschäftsfeld Tiergesundheit weiter aus.
Anfang 2021 wurde in der Schweiz eine Rückrufaktion von einzelnen Produktionschargen der Marke Pedigree gestartet, weil nicht ausgeschlossen werden konnte, dass die betroffenen Produkte zu viel Vitamin D enthielten – was bei mehrwöchigem Verzehr für das Tier gesundheitsschädliche Folgen haben konnte.
Mitte 2021 wurde in ganz Europa Speiseeis der Marken Snickers, Bounty, Twix und M&M’s aufgrund von Verunreinigungen mit dem krebserregenden Stoff Ethylenoxid (ETO) zurückgerufen.
Im April 2023 übernahm Mars die Firma Heska, einem Anbieter von veterinärmedizinischer Diagnostika und Spezialprodukte, für 1,3 Milliarden Dollar.
Im August 2024 vereinbarte Mars die Übernahme von Kellanova für rund 36 Milliarden US-Dollar, sie soll in der ersten Jahreshälfte 2025 vollzogen sein.

## Eigentümer
Laut Handelsblatt vom 8. September 2022 sind die Nachfahren von Franklin Clarence Mars, die derzeit Besitzer des Konzerns sind, mit einem Vermögen von 141,9 Milliarden US-Dollar die zweitreichste Familie der Welt.

### Tochterunternehmen
- Mars Deutschland startete 1960 die Produktion. Niederlassungen befinden sich in Verden, Viersen, Minden und Unterhaching.
- Mars Austria ist die österreichische Tochter von Mars. Die Produktionsstätte war bis zum Verkauf 2020 für Süßwaren in Breitenbrunn am Neusiedler See. Für Tiernahrung befindet sich die Produktionsstätte in Bruck an der Leitha. Der Inlandsvertrieb hat seinen Sitz in Wien, Österreich.
- Der Schweizer Firmensitz von Mars befindet sich in Baar (Zug, Schweiz).[16]
- Mars Lietuva, Litauen, seit 1993

## Produkte
Unternehmenszweige und Marken von Mars:
- Süßwaren: Balisto, Bounty, Celebrations, Dove, M&M’s, Maltesers, Mars, Milky Way, Snickers, Twix
- Tiernahrung: Cesar, Chappi, Crave, Dreamies, Frolic, Exelpet, Greenies, James Wellbeloved, Kitekat, Loyal, Exelcat, Nutro, Pedigree, Perfect Fit, Royal Canin, Sheba, Trill, Eukanuba, Whiskas, Winergy
- Tierhygiene: Catsan, Natusan, Thomas
- Nahrungsmittel: Ebly, Dolmio, Mirácoli, Seeds of Change, Suzi Wan, Ben’s Original
- Wrigley (Kaugummis): 5 Gum, Airwaves, Altoids, Aquadrops, Big Red, Doublemint, Extra, Hubba Bubba, Juicy Fruit, Lockets, Orbit, Skittles, Starburst, Wrigley's Spearmint
- Pflanzenpflege: Seramis
- Getränkeautomaten: Flavia

Ehemalige Marken von Mars:
- Amicelli, Banjo, und Fanfare wurden 2020 im Rahmen eines Asset Deals an Alfred Ritter verkauft[17]

## Kritik
Mars Inc. hielt ab 1995 ein (inzwischen abgelaufenes) Patent zum Einsatz von umstrittenen Nanoteilchen in der Lebensmittelverarbeitung (United States Patent 5741505, 1995). Die beschriebene Technologie ermöglicht es, mittels einer Beschichtung aus Titandioxid zu verhindern, dass Schokolade nach längerer Aufbewahrung Reif entwickelt. Die Beschichtungen können auch auf Keksen, Kartoffelchips und Frühstücksmüsli verwendet werden. Das Unternehmen erklärte, es setze die Technologie nicht ein.
2007 beschuldigte die Tierrechtsorganisation PETA die Mars Inc., entgegen anderslautenden Aussagen des Konzerns, Tierversuche an Ratten finanziert zu haben, um die Wirkung von Schokolade auf die Blutgefäße zu ermitteln.
Im Schwarzbuch Markenfirmen werden den Kakao-Zulieferern der Elfenbeinküste schwere Menschenrechtsverletzungen wie Ausbeutung und Kindersklaverei vorgeworfen. Reportagen der ARD aus den Jahren 2010 und 2012 kamen zu dem Schluss, dass große Firmen wie Mars Inc., Kraft Foods oder Nestlé Kindersklaverei „zumindest dulden“.
Laut der 2017 veröffentlichten Studie Chocolate's Dark Secret der globalen Umweltschutzorganisation Mighty Earth stammt ein Großteil des von Mars und anderen großen Schokoladenproduzenten verarbeiteten Kakaos aus illegalen Kakaoplantagen in Nationalparks und anderen eigentlich unter Schutz stehenden Gebieten in der Elfenbeinküste und in Ghana. Mighty Earth wirft den Schokoladenproduzenten vor, durch Nachlässigkeit bei ihrer Rohstoffbeschaffung für das Verschwinden großer Waldflächen in diesen Ländern und somit für schwindende Bestände von Tierarten wie Schimpansen und Elefanten mitverantwortlich zu sein.
Im Februar 2024 wurde durch Zufall bekannt, dass Verkaufsautomaten mit Mars-Produkten der global operierenden Schweizer Invenda Group AG in ihren Verkaufskiosken Algorithmen zur Gesichtserkennung der Kunden einsetzen, ohne darauf aufmerksam zu machen.